# Џеферсон Фарфан
Џеферсон Агустин Фарфан Гвадалупе (шп. Jefferson Agustín Farfán Guadalupe) или скраћено Џеферсон Фарфан (26. октобар 1984, Лима, Перу) је перуански фудбалер који тренутно игра за московску Локомотиву.

## Каријера
Фарфан је фудбалску каријеру започео 2001. године у клубу Алијанса из Лиме. Идуће сезоне, био је кључни играч клуба у освајању титуле првака Перуа, баш као и 2004. године. Приметили су га скаути ПСВа из Ајндховена, а прелази у холандски клуб за 2 милиона евра.
У јуну 2008. Фарфан прелази у Шалке 04 за 10 милиона евра, а са немачким клубом потписује четворогодишњи уговор.
Са московском Локомотивом је Фарфан потписао уговор до краја сезоне у јануару 2017. године.

## Репрезентација
За репрезентацију Перуа је дебитовао фебруара 2003. године.
У децембру 2007, због наводног опијања пред квалификациону утакмицу са Еквадором, заједно са тројицом саиграча кажњен је са 18 месеци забране играња за репрезентацију. Након жалбе и детаљније истраге, казна му је смањена на три месеца.
Био је члан репрезентације која је наступала на Светском првенству у Русији 2018. године.